# Else Hoppe
Else Hoppe (também Liesl ou Elisabeth, nascida Meixner) foi uma patinadora artística tchecoslovaca. Ela conquistou com Oscar Hoppe uma medalha de bronze em campeonatos mundiais (1927).

## Principais resultados

### Com Oscar Hoppe
| Campeonato Mundial | 5.ª | 7.ª | Medalha de bronze | 6.ª |     | 6.ª |  |  |  |  |  |  |  |  |  |
| Campeonato Europeu |     |     |                   |     | 7.ª |     |  |  |  |  |  |  |  |  |  |
|                    |     |     |                   |     |     |     |  |  |  |  |  |  |  |  |  |